# Trevo (Belo Horizonte)
O Trevo é um bairro da região Pampulha de Belo Horizonte. O território que compreende o bairro já foi conhecido como Fazenda Ferro de Feijão.

## História
A origem do bairro se deve a subdivisão de um terreno no local denominado Paracatu, na década de 1970. O Decreto Municipal 3.654 de 11 de janeiro de 1980 aprovou o loteamento que passou a integrar o bairro Trevo. 
O bairro é conhecido por abrigar o Centro de Treinamento do Cruzeiro Toca da Raposa II. Outra razão que ofereceu enfoque ao bairro da regional Pampulha foi a Ocupação Dandara, que ocorreu no ano de 2009.